# Iwantejewka (Saratow)
Iwantejewka (russisch Иванте́евка) ist ein Dorf (selo) in der Oblast Saratow in Russland mit 6100 Einwohnern (Stand 14. Oktober 2010).

## Geographie
Der Ort liegt etwa 225 km Luftlinie nordöstlich des Oblastverwaltungszentrums Saratow und 130 km südwestlich von Samara in der Steppenlandschaft links der Wolga. Er befindet sich am linken Ufer des Wolga-Nebenflusses Kleiner Irgis (Maly Irgis) bei der Einmündung des linken Zuflusses Tschernawa, der dort bedeutend größer ist als der Kleine Irgis selbst.
Iwantejewka ist das Verwaltungszentrum des Rajons Iwantejewski sowie der Sitz des „munizipalen Gebildes“ Iwantejewskoje munizipalnoje obrasowanije mit dem Status einer Landgemeinde (selskoje posselenije), zu der außerdem die 15 km westsüdwestlich gelegene Siedlung (possjolok) Mirny gehört.

## Geschichte
Der Ort wurde 1768 gegründet und war zunächst von aus den zentralen Gebieten des Russischen Reiches geflohenen Altgläubigen, Leibeigenen, Kosaken und Soldaten bewohnt. Die ursprüngliche Bezeichnung war Koslowka und bezog sich auf den Herkunftsort einer der Gruppen, die Stadt Koslow (heute Mitschurinsk in der Oblast Tambow). Spätestens im 19. Jahrhundert kam der heutige Name nach der Stadt Iwantejewka bei Moskau in Gebrauch. Ab 1780 gehörte das Dorf zum Ujesd Chwalynsk der Statthalterschaft Saratow, ab 1797 des Gouvernements Saratow. 1835 kam es zu dem links der Wolga neugebildeten Ujesd Nikolajewsk (heute Pugatschow), der 1851 an das neugegründete Gouvernement Samara abgegeben wurde. 1861 wurde Iwantejewka Sitz einer Wolost.
Nach der Umbenennung des Verwaltungssitzes hieß auch der Ujesd ab 1918 Pugatschowski.  Am 23. Juli 1928 wurde Iwantejewka Verwaltungssitz eines Rajons (zunächst bis 1930 als Teil des aus dem Ujesd gebildeten Pugatschowski okrug) der Region Untere Wolga (Nischne-Wolschski krai), aus der 1934 die Region Saratow und schließlich 1936 die Oblast Saratow hervorging.
1964 wurde der Rajon vorübergehend aufgelöst und sein Territorium dem Rajon Pugatschowski angeschlossen, aber schon Ende 1967 wurde er erneut ausgewiesen. Von 1982 bis 1991 besaß Iwantejewka den Status einer Siedlung städtischen Typs.

### Bevölkerungsentwicklung
| Jahr | Einwohner |
| ---- | --------- |
| 1859 | 3392      |
| 1897 | 4982      |
| 1939 | 3600      |
| 1959 | 2899      |
| 1970 | 3164      |
| 1979 | 4391      |
| 1989 | 6224      |
| 2002 | 6173      |
| 2010 | 6100      |

Anmerkung: ab 1897 Volkszählungsdaten

## Verkehr
Iwantejewka wird östlich von der Regionalstraße Samara – Pugatschow – Engels – Wolgograd umgangen (ehemals R226, heute auf dem Territorium der Oblast 36R-00002).
Knapp 4 km nordwestlich der Ortsmitte befindet sich die Bahnstation Topoljok bei Kilometer 90 der Strecke, die seit 1969 von Swesda bei Tschapajewsk in der Oblast Samara mit Pugatschow (Station Pugatschowsk) verbindet, von wo weitere Strecken ausgehen, darunter bereits seit 1897 nach Jerschow.